# Pech de l'Azé I
Pech de l'Azé I es el nombre de catálogo de un cráneo y la hemimandíbula derecha fósiles de un infante de Homo neanderthalensis encontrados en 1909 por Denis Peyrony en el yacimiento del mismo nombre, cercano a la población de Carsac, departamento de la Dordoña, antigua región del Périgord (Francia), y cuya antigüedad se sitúa entre 41 000 y 51 000 años.

## Descripción
Pech de l'Azé I es un cráneo y la hemimandíbula derecha fósiles que conservan casi toda la dentadura. Con base en ella se estimó que el individuo tenía una edad de dos a tres años, aunque trabajos posteriores lo han dejado en unos 18 meses.
Los fósiles se encontraron en la capa nombrada como L6 del yacimiento I de Pech de l'Azé, cuyo grosor es uniforme, de unos 10 centímetros, en toda la extensión del yacimiento. La datación por series de uranio y espectrometría de masas con aceleradores para la detección de carbono-14 de los niveles es la que ha permitido acotar la antigüedad. Para no alterar los fósiles la datación por radiocarbono utilizó huesos de animales encontrados en las distintas capas (habitualmente de cérvidos, bóvidos y équidos).